# Brooke Buschkuehl
Brooke Buschkuehl (Box Hill, 12 de julio de 1993) es una deportista de Australia que compite en atletismo, especialista en la prueba de salto de longitud.
Ganó dos medallas de plata en los Juegos de la Mancomunidad, en las ediciones de 2018 y 2022. Participó en dos Juegos Olímpicos, ocupando el séptimo lugar en Río de Janeiro 2016 y en Tokio 2020.